# Pemba (Tanzânia)
A ilha de Pemba, ou الجزيرة الخضراء Al Jazeera Al Khadra (a ilha verde,em língua árabe) faz  parte do Arquipélago de Zanzibar,ao largo da costa da Tanzânia, no Oceano Índico. Está localizada a cerca de 50 km a norte da ilha de Unguja (o nome local da ilha de Zanzibar) e igualmente a cerca de 50 km da costa de África, estando separada do continente pelo canal de Pemba. Em 1988, a população da ilha foi estimada em 265.000 habitantes, para uma área de 980 km².

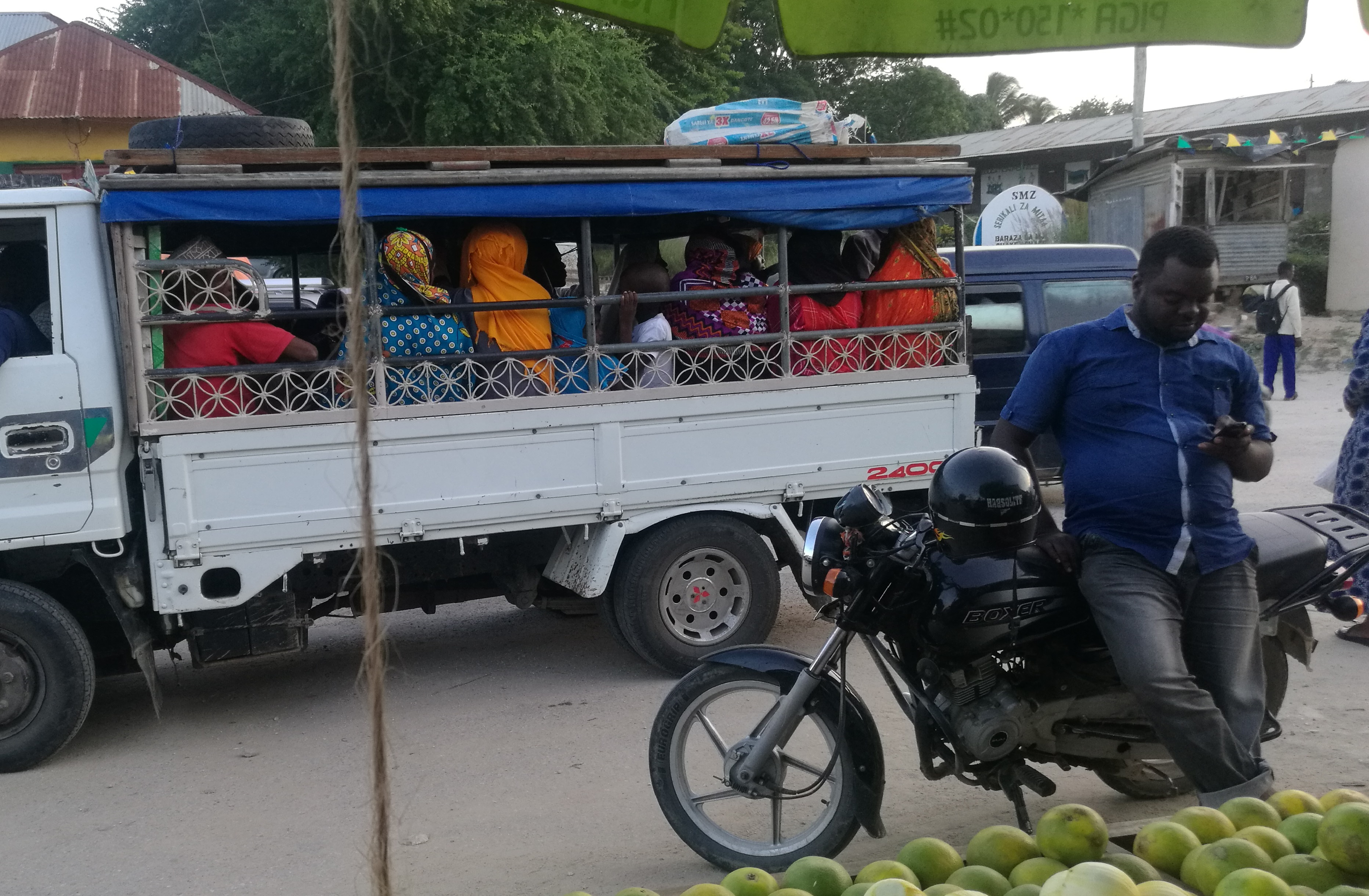
Trasporte em Pemba

A ilha de Pemba tem melhores solos que a de Zanzibar e, por isso, a actividade tradicionalmente mais importante é a agricultura, com o cravo da Índia sendo a sua produção e produto de exportação principal. No entanto, a ilha do norte está igualmente a tornar-se um destino turístico importante.

## História
A ilha pertenceu ao império português desde o século XVI, com a primeira instalação dos portugueses em Zanzibar, e durante cerca de 200 anos.
A unificação daquela ilha com o Tanganica deu-se em 1960. A ilha de Pemba foi sempre tradicionalmente administrada pela ilha maior.

Neste momento, Pemba está dividida em duas regiões administrativas: Pemba Norte e Pemba Sul.
Em 24 de junho de 2016, o ministro australiano de Infraestrutura, Transporte e Desenvolvimento Regional, Darren Chester, disse que um pedaço de destroços de aeronave foi encontrado na Ilha de Pemba, possivelmente sendo do desaparecido voo 370 da Malaysia Airlines.

## Património
- Museu de Pemba

## Tradições
- Kirumbizi - dança marcial/arte que envolve o uso de bastões, enquanto músicos acompanham os competidores. Teve origem no treino guerrilla contra o domínio português.[2]
- Touradas